# حسن شاطري
حسن شاطري (بالفارسية: حسن شاطری) المعروف بحسام خوشنويس كان قائدا عسكريا إيرانيا ومن قادة فيلق القدس التابع لحرس الثورة الإسلامية ورئيس الهيئة الإيرانية لإعادة إعمار لبنان. قتل شاطري في عودته من دمشق إلي بيروت بيد المسلحين المعارضين للنظام السوري.

## الحياة

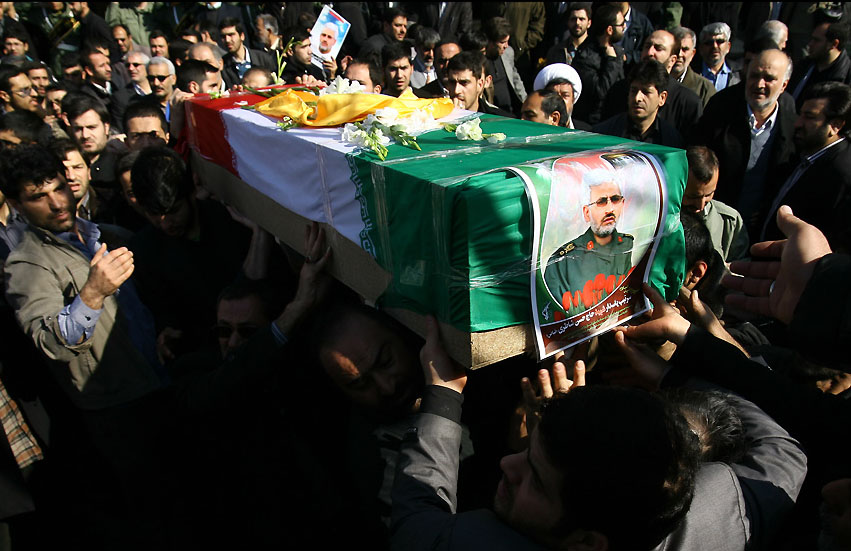
جنازة حسن شاطري

ولد حسن شاطري في مدينة سمنان الإيرانية. وكان مهندسا عسكريا خلال الحرب العراقية الإيرانية وكان نشاطه مركّزا علي هندسة الحرب وبناء الطرق في المناطق الحربية. وبعد انتهاء الحرب عمل في إعادة إعمار كردستان وأفغانستان. بعد الحرب الإسرائيلية على لبنان عام 2006، والدمار الذي خلّفته هذا الحرب، ذهب حسن شاطري إلي لبنان «كرئيس الهيئة الإيرانية لإعادة إعمار لبنان».

## حضوره في لبنان
بعد العدوان الإسرائيلي على لبنان عام 2006، ذهب شاطري إلي لبنان وشغل رئاسة «الهيئة الإيرانية لإعادة إعمار لبنان» وأشرف على تنفيذ مشاريع إعادة إعمار في قرى وبلدات الجنوب اللبناني والضاحية الجنوبية لبيروت، وإعادة بناء وترميم عشرات المدارس والمستشفيات ودور العبادة الإسلامية والمسيحية في لبنان.

## مسئوليات
- قائد العمليات لمنطقة كردستان في الحرب العراقية الإيرانية.
- مساعد الهندسة لمقر حمرة سيد الشهداء.
- مساعد الهندسة لحرس الثورة الإسلامية بمدينة اصفهان.
- مساعد التقنية والهندسة لمقر خاتم الأنبياء.
- مسئول المشاريع الهندسية للجمهورية الإسلامية الإيرانية في أفغانستان (دوغارون-هرات).
- مساعد التخطيط لمقر خاتم الأنبياء.
- مسئول إعادة إعمار المناطق التالفة في الحرب العراقية الإيرانية.
- قائد لواء 53 مقر حمرة سيد الشهداء في مدينة أرومية.
- قائد الفرقة 40 صاحب الزمان للهندسة بمدينة اصفهان.
- مندوب الجمهورية الإسلامية الإيرانية في الهيئة الإيرانية لإعادة إعمار لبنان.[6]
- قائد الباسيج في منطقة شهيد صنيع خاني.
- قائد الباسيج لقاعدة مسجد أميرالمؤمنين في بلدة الشهيد محلاتي بمدينة طهران.

## مقتله
وفي يوم الثلاثاء المصادف ل12 فبراير 2013 قتل شاطري “في سوريا، عندما كان في طريق العودة من دمشق إلى بيروت، عبر الطريق الدولية.